# Gülitz-Reetz
Gülitz-Reetz är en kommun i Landkreis Prignitz i förbundslandet Brandenburg i Tyskland.
Kommunen bildades den 31 december 2001 genom en sammanslagning av de tidigare kommunerna Gülitz och Reetz.
Kommunen ingår i kommunalförbundet Amt Putlitz-Berge tillsammans med kommunerna Berge, Pirow, Putlitz och Triglitz.